# Tramway de Voronej
Le tramway de Voronej a été exploité dans la ville russe de Voronej du 16 mai 1926 au 15 avril 2009.